# موسیقی گیم بوی
موسیقی گیم بوی (به انگلیسی: Game Boy music) نوعی موسیقی تراشه‌ای است که با استفاده از یک کنسول بازی دستی با نام گیم بوی تهیه می‌شود. برای ساخت این موسیقی هنرمند به یک کنسول گیم بوی و یک کاست مغناطیسی دربردارندهٔ نرم‌افزار مناسب و اختصاصی نیاز دارد.